# Червоїд золотокрилий
Червоїд золотокрилий (Vermivora chrysoptera) — вид горобцеподібних птахів родини піснярових (Parulidae). Поширений у Північній Америці.

## Поширення
Птах розмножується від південної Манітоби, Онтаріо та Квебеку (на півдні Канади), і північного Нью-Йорка, південного Вермонта та східного Массачусетсу (на північному сході США), на південь через східну частину США до Теннессі, Джорджії та Південної Кароліни. Птахи зимують в Центральній Америці від півострова Юкатан (Мексика та Беліз) і Гватемали, на південь через Сальвадор, Гондурас, Нікарагуа, Коста-Рику та Панаму до північної та східної Колумбії та півночі Венесуели. Зимуючі птахи іноді зустрічаються на Багамах, Кубі, Ямайці, Домініканській Республіці, Гаїті та Пуерто-Рико.
Гніздиться у відкритих листяних лісах, вторинних заростях, чагарникових пасовищах і болотах, очевидно, віддаючи перевагу певній стадії лісової сукцесії. Коли середовище існування проходить цю стадію, птахи рухаються далі. Під час міграції використовуються всі види лісів і чагарників, і птахи зазвичай зимують у вторинних лісах або на узліссях з хорошим підліском.

## Опис
Це невеликий птах, завдовжки 11,6 см і вагою 8-10 г. Самець має чорне горло; чорну вушну пляму, окреслена білим, жовте тім'я та жовту пляму на крилах. Самиця має схоже забарвлення, але має світло-сірі чорні ділянки. У обох статей при погляді на тварину знизу білий відтінок нижньої частини хвоста особливо помітний. Нижня частина тіла сірувато-біла, а дзьоб довгий і тонкий.